# نادي قفار
نادي قفار السعودي هو أحد أندية الدرجة الرابعة بمنطقة حائل في مدينة قفار، تأسس عام 1406 هـ.